# Renan Brito Soares
Renan Brito Soares oder einfach nur Renan (* 24. Januar 1985 in Viamão) ist ein ehemaliger brasilianischer Fußballspieler und aktiver Fußballtrainer.

## Karriere

### Verein
Seit der Spielzeit 2005 gehörte Renan zum Profikader von Internacional Porto Alegre. Noch in der gleichen Saison, am 3. April, gab er beim 1:0-Sieg gegen EC Juventude sein Debüt für den Verein. Dort konnte er sich anschließend einen Stammplatz erkämpfen. Am Ende des Jahres wurde die Staatsmeisterschaft von Rio Grande do Sul gewonnen. Es war Renans erste Titel mit den Rot-Weißen. 2008 wiederholte die Mannschaft diesen Triumph. Durch den Sieg 2005 qualifizierte sich das Team für die Copa Libertadores, der Südamerikanischen Champions League. Internacional drang bis ins Finale vor, wo man auf den FC São Paulo traf. Der 2:1-Hinspielsieg leitete, nachdem das Rückspiel 2:2-unentschieden endete, den Pokalerfolg ein. Es war der erste Sieg der Copa Libertadores für den SCI. Gekrönt wurde diese Leistung nochmals durch den Gewinn der FIFA-Klub-Weltmeisterschaft im selben Jahr. Im Finale bezwang man den FC Barcelona mit 1:0.
Im August 2008 wurde bekannt, dass Renan für die kommende Spielzeit zum FC Valencia nach Spanien wechseln würde. Die Los Ches bezahlten für den Torhüter eine Ablöse von vier Millionen €. Renan erhielt einen Vierjahresvertrag. In Valencia sollte er mit Timo Hildebrand um den Platz zwischen den Pfosten konkurrieren. Obwohl er nach Olympia nur drei Tage mit der Mannschaft trainierte, wurde er seinem Rivalen vorgezogen und verdrängte Hildebrand auf die Tribüne. Dieser entschied sich deshalb, den Verein in der Winterpause zu verlassen. Hinter Renan rückte Vicente Guaita als Nummer 2 auf. Am 18. Januar 2009 zog er sich einen Muskelfaserriss im linken Oberschenkel beim Punktspiel gegen Athletic Bilbao zu, wodurch er für mehrere Wochen ausfiel. Darauf verpflichtete Valencia César Sánchez als Ersatz. Nachdem sich Renan wieder erholt hatte, kam er nicht mehr an César vorbei und fand sich auf der Ersatzbank wieder. Als die FC-Verantwortlichen im Sommer 2009 auch noch Miguel Ángel Moyá Rumbo von RCD Mallorca holten, entschied man Renan an den Aufsteiger Deportivo Xerez zu verleihen. Dort soll er zu alter Stärke finden und Spielpraxis erhalten.
Zur Saison 2010 wurde Renan an seinen Heimatclub Internacional verliehen. Mit diesen spielte er bereits kurz darauf, im August, im Finale um die Copa Libertadores 2010. Dabei wurde Renan von Trainer Celso Roth beim 2:1-Hinspielsieg und 3:2-Rückspielerfolg eingesetzt. 2011 wurde Renan dann fest von dem Klub übernommen. Bereits zur Saison 2013 ging seine Reise durch einen Wechsel zum Goiás EC weiter. Bei dem Klub konnte er bis Ende des Jahres 2017 bleiben. Im Anschluss folgten noch Verpflichtungen bei unterklassigen Klubs, bis er 2022 seine aktive Laufbahn.
Noch im selben Jahr nahm Renan im Nachwuchsbereich des Barra FC (SC) aus Balneário Camboriú seine erste Tätigkeit als Trainer auf.

### Nationalmannschaft
Für die Olympischen Spiele 2008 in Peking wurde Renan für die U23-Auswahl Brasiliens von Auswahlcoach Carlos Dunga berufen. Dort gewann er die Bronzemedaille.

## Erfolge
Verein
Internacional
- FIFA-Klubweltmeister: 2006
- Copa Libertadores: 2006, 2010
- Staatsmeisterschaft von Rio Grande do Sul: 2008, 2011, 2012
- Recopa Sudamericana: 2007

Goiás
- Staatsmeisterschaft von Goiás: 2013, 2015, 2016, 2017

Ceará
- Staatsmeisterschaft von Rio Grande do Sul: 2018

Nationalmannschaft
- Bronzemedaille bei den Olympischen Spielen 2008 in Peking